# L'écrasement de tête
L'écrasement de tête è il secondo album in studio del gruppo musicale francese Sexion d'Assaut, pubblicato il 4 maggio 2009 dalla Wati B.
Nel 2011 il gruppo ha ripubblicato il disco per il download gratuito con il titolo di L'écrasement de tête 2011, la quale contiene 14 dei 18 brani originari.

## Tracce
1. Intro
2. T'es bête ou quoi?
3. La douille
4. À 30% – assente nella riedizione del 2011
5. Ça vient de Paname
6. Routine
7. Propagande
8. L'œil de verre – assente nella riedizione del 2011
9. Tu t'es ficha
10. Interlude
11. Choqué – assente nella riedizione del 2011
12. Cessez le feu (feat. Ania) – assente nella riedizione del 2011
13. À la mode de chez nous
14. Il est temps qu'on go
15. Ça se ressent dans l'écriture
16. Cascadé
17. Wati bon son (feat. Dry)
18. Non coupable